# كولن هندري
كولن هندري (بالإنجليزية: Colin Hendry) مواليد 7 ديسمبر 1965 في إسكتلندا، هو لاعب كرة قدم إسكتلندي. يلعب كمدافع. مثّل منتخب إسكتلندا لكرة القدم. سبق له أن لعب في كأس العالم لكرة القدم 1998 مع منتخب بلاده.

## المسيرة الاحترافية

### أندية لعب لها
- بلاكبيرن روفرز
- مانشستر سيتي
- نادي رينجرز
- كوفنتري سيتي
- بولتون واندررز
- نادي بلاكبول

## روابط خارجية
- كولن هندري على موقع الاتحاد الدولي (مؤرشف)  (الإنجليزية)
- كولن هندري على موقع قاعدة بيانات كرة القدم.إي يو (الإنجليزية)
- كولن هندري على موقع ناشيونال فوتبول تيمز (الإنجليزية)
- كولن هندري على موقع Soccerbase.com (لاعب) (الإنجليزية)
- كولن هندري على موقع Soccerbase.com (مدرب) (الإنجليزية)
- كولن هندري على موقع عالم كرة القدم.نت (الإنجليزية)